# Wojciech Walich
Wojciech Walich (ur. 5 listopada 1980) – polski trener koszykówki, obecnie asystent trenera WKS Śląsk Wrocław.
W latach 2012-2016 pełnił funkcję asystenta trenera w Polfarmexie Kutno. Z Kutnem wywalczył awans do Ekstraklasy.
W latach 2016-2020 pełnił funkcję asystenta trenera reprezentacji Białorusi.
W sezonie 2022-2023 pełnił funkcję asystenta Olivera Vidina w  Zastalu Enea BC Zielona Góra.
Dołączył do sztabu Śląska Wrocław w sezonie 2023/2024.
Zdobył ze Śląskiem Wrocław brązowy medal PLK (2024) oraz Superpuchar Polski (2024).

## Osiągnięcia
- Brązowy medalista Polska Liga Koszykówki (2024)[8]
- Mistrz Pierwszej Ligi Mężczyzn z Polfarmexem Kutno (2014)[9]
- Zdobywca Superpucharu Polski (2024)[10]